# 1929 no teatro

## Nascimentos
| Data            | Nome                  | Profissão                                           | Nacionalidade | Observações | Ref   |
| --------------- | --------------------- | --------------------------------------------------- | ------------- | ----------- | ----- |
| 9 de janeiro    | Heiner Müller         | dramaturgo e escritor                               | Alemanha      | m. 1995     |       |
| 21 de fevereiro | Roberto Gómez Bolaños | escritor, ator, comediante, dramaturgo e compositor | México        |             |       |
| 17 de Abril     | Odete Lara            | atriz                                               | Brasil        |             |       |
| 5 de Agosto     | Nathalia Timberg      | atriz                                               | Brasil        |             |       |
| 16 de Outubro   | Fernanda Montenegro   | atriz                                               | Brasil        |             |       |
| 19 de Outubro   | Raúl Solnado          | actor e humorista                                   | Portugal      | m. 2009     |       |
| 13 de Dezembro  | Christopher Plummer   | ator                                                | Canadá        |             |       |
| ?               | António Rolo Duarte   | humorista, publicitário, jornalista e autor teatral | Portugal      | m. 1987     | [ 1 ] |

## Mortes
| Data | Nome | Profissão | Nacionalidade | Observações | Ref |
| ---- | ---- | --------- | ------------- | ----------- | --- |